# Заветни крст у Молу
Заветни крст у Молу, насељеном месту на територији општине Ада, постављен је 1824. године на месту олтара православне цркве која је те године срушена, а у њеној непосредној близини, те исте године освећена је нова црква. Крст представља непокретно културно добро као споменик културе.
Дрвени крст постављен је на бетонски постамент са лименом плочом на споју кракова. На плочи је представљена сцена Оплакивања, а на постаменту је запис о обнављању крста из 1990. године:
„1990 године постависмо овак крст на месту старе цркве молске, а поводом 300 год. од велике сеоба Срба под патријархом Арсенија III Чарнојевића 1690. године”
Иза крста налази се оштећени надгробни споменик од ружичастог мермера са уписаним именом Петра Владимировића, који је живео 61. годину и умро 13. октобра 1784. године. Народно предање приказује га као војводу и високу личност која је довела Србе у ове крајеве, али обзиром на годину смрти то не може бити тачно. Позната је чињеница да су се Срби у ове крајеве насељавали већ после битке на Косову, а посебно 1439. када је деспот Ђурађ Бранковић добио од краља Жигмунда Потисје у посед. Године 1481. колонизован је велики број Срба, који су се настанили у жупанијама дуж река: Тисе, Тамиша и Мориша, а та колонизација текла је нажалост у континуитету, до новијих времена. Место на коме се налази надгробни споменик указује на то да се ради свакако о цењеној личности.
Место крста у народу је познато као „црквиште” ограђено гвозденом оградом. На Спасовдан је ношена литија улицама око цркве и на црквишту крај крста плели су се венци од пшенице који су ношени кући. На литију се ишло око 11 сати, после службе у цркви. Последњих неколико година, од обнављања крста 10. маја, на дан „Спаљивања моштију св. Саве на Врачару” одржана је на црквишту летња црквена слава.
Заветни крст својом архаичном формом представља један од ретко сачуваних споменика ове врсте, који приказују континуитет православне заједнице на овом подручју током 18. и 19. века.